# 托科波拉 (密西西比州)
托科波拉（英語：Toccopola）是位於美國密西西比州龐托托克縣的城鎮。

## 人口
根據2020年美國人口普查的數據，托科波拉的面積為22.40平方千米，當中陸地面積為21.89平方千米，而水域面積為0.51平方千米。當地共有人口286人，而人口密度為每平方千米13人。